# 鹿児島県の観光地

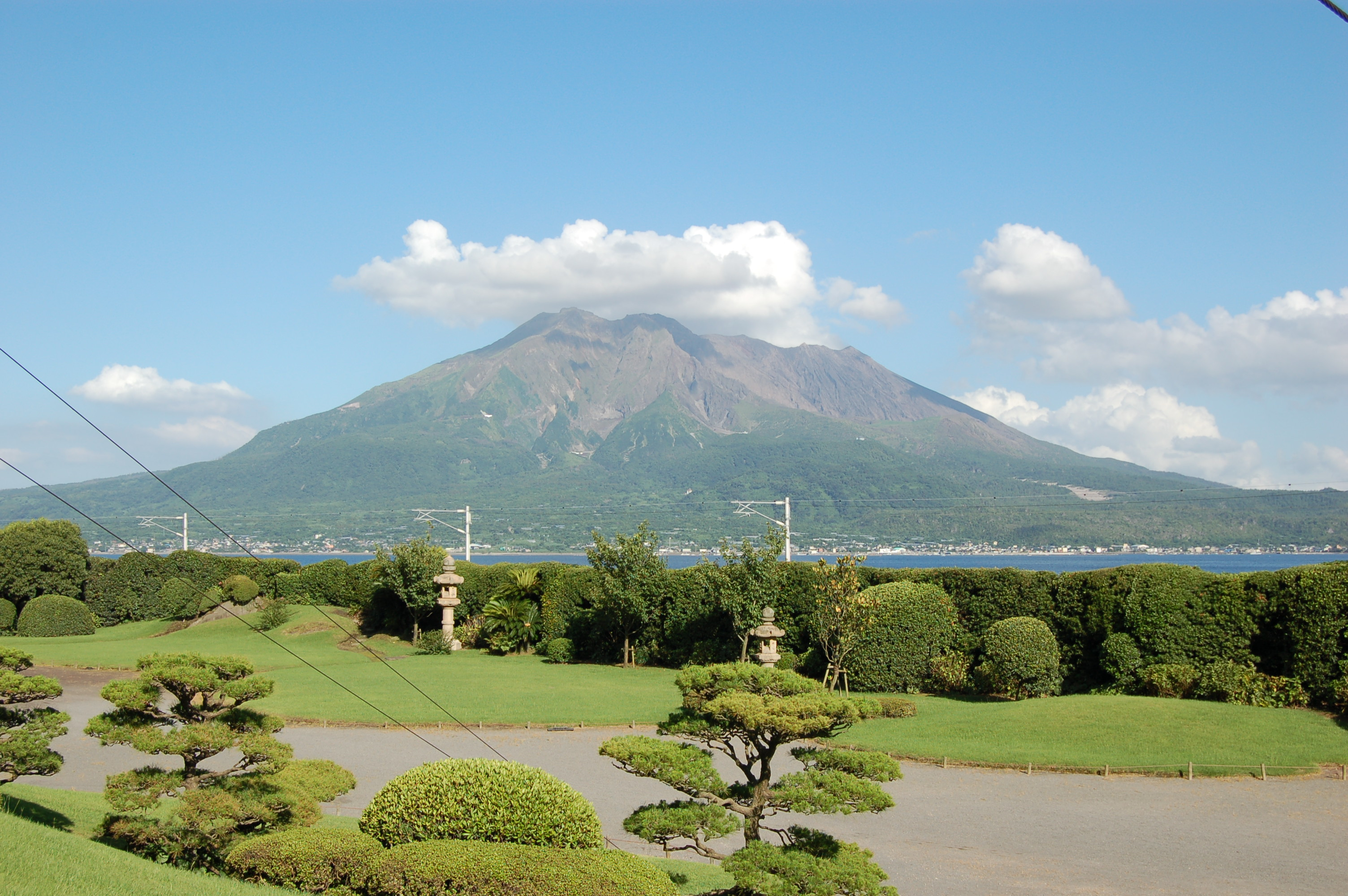
仙巌園から望む桜島

鹿児島県の観光地（かごしまけんのかんこうち）は、鹿児島県内の主要な観光地等に関する項目である。

## 対象別

### 文化財等

#### 世界遺産
- 明治日本の産業革命遺産
  - 旧集成館
  - 寺山炭窯跡
  - 関吉の疎水溝
- 屋久島

- 尚古集成館
- 屋久島（縄文杉）

#### 国宝建築
- なし

#### 国の名勝
- 旧島津氏玉里邸庭園（鹿児島市）※鹿児島市立鹿児島女子高等学校敷地内
- 志布志麓庭園（志布志市）
  - 天水氏庭園
  - 平山氏庭園
  - 福山氏庭園
- 仙巌園附花倉御仮屋庭園（鹿児島市）
- 知覧麓庭園（南九州市）
- 坊津（南さつま市）

- 仙巌園正門
- 知覧麓庭園
- 坊津

#### 特別天然記念物
- 鹿児島県のツル渡来地
- 喜入のリュウキュウコウガイ産地
- 蒲生のクス
- 鹿児島県のソテツ自生地
- 屋久島スギ原生林

- 鹿児島県のツル渡来地
- 喜入のリュウキュウコウガイ産地
- 蒲生のクス

#### 重要伝統的建造物群保存地区
- 出水麓
- 入来麓
- 知覧

- 出水麓
- 入来麓
- 知覧

#### 重要文化財・史跡等
- 霧島神宮
- 上野原遺跡
- 城山
- 赤木名城

#### 登録記念物
- 鳥濱氏庭園
- 清水氏庭園

#### 文化施設
博物館・美術館
水族館
- いおワールドかごしま水族館

- 鹿児島県立博物館
- 薩摩川内市せんだい宇宙館
- 鹿児島市立美術館
- いおワールドかごしま水族館

### 公園等

#### 国立・国定・国営公園
- 国立公園
  - 霧島錦江湾国立公園
  - 雲仙天草国立公園
  - 屋久島国立公園
  - 奄美群島国立公園
- 国定公園
  - 甑島国定公園
  - 日南海岸国定公園

- 霧島錦江湾国立公園
（長崎鼻）
- 屋久島国立公園
（千尋の滝）
- 奄美群島国立公園
（マングローブ原生林）
- 甑島国定公園
（長目の浜）

#### ラムサール条約登録地域
- 藺牟田池
- 屋久島永田浜

- 藺牟田池

#### 県立自然公園
- 阿久根県立自然公園
- 坊野間県立自然公園
- 吹上浜県立自然公園
- 藺牟田池県立自然公園
- 大隅南部県立自然公園
- 川内川流域県立自然公園
- 高隈山県立自然公園
- トカラ列島県立自然公園

- 大隅南部県立自然公園
（花瀬）

#### 県立都市公園
- 鹿児島県立吉野公園
- 谷山緑地
- 鴨池公園
- 鴨池緑地公園
- 吹上浜海浜公園
- 大隅広域公園
- 石橋記念公園
- 北薩広域公園
- 鹿児島ふれあいスポーツランド

- 鹿児島県立吉野公園
- 吹上浜海浜公園
- 石橋記念公園
- 北薩広域公園

#### 大型公園・動物園・植物園・遊園地
大型公園
動物園・植物園・遊園地
- 鹿児島市平川動物公園
- フラワーパークかごしま
- ダグリ岬遊園地

- 西郷公園
- 鹿児島市平川動物公園

#### 恋人の聖地
- かのやばら園

- かのやばら園

### 祭事・行事等
- 加治木くも合戦
- おはら祭
- 鹿児島神宮初午祭
- 川内大綱引
- 吹上浜砂の祭典
- かのやばら祭り
- 六月灯
- 奄美まつり

重要無形民俗文化財
- 諸鈍芝居
- 甑島のトシドン
- 市来の七夕踊
- 南薩摩の十五夜行事
- 秋名のアラセツ行事
- 与論の十五夜踊
- 東郷文弥節人形浄瑠璃
- 種子島宝満神社の御田植祭
- 薩摩硫黄島のメンドン
- 悪石島のボゼ

- おはら祭
- 鹿児島神宮初午祭

## 地域別

### 鹿児島地域
- 鹿児島市 - 桜島（桜島フェリー、道の駅桜島、溶岩なぎさ遊歩道、桜島マグマ温泉、黒神埋没鳥居、赤水展望広場 「叫びの肖像」、湯之平展望所、桜島ビジターセンター、有村溶岩展望所、烏島展望所、桜島自然恐竜公園など）、仙巌園、いおワールドかごしま水族館、アミュプラザ鹿児島、カゴシマシティビュー、城山（西郷洞窟など）、平川動物公園、西郷隆盛像、照国神社、維新ふるさと館、甲突川、鹿児島港、鹿児島城跡（鹿児島県歴史資料センター黎明館）、大久保利通像、桜島海づり公園、島津斉彬像、鹿児島県立博物館、磯海水浴場、八重山、中央公園、鹿児島市立美術館、みなと大通り公園、かごしまメルヘン館、道の駅喜入、慈眼寺公園、西郷隆盛生誕地、長島美術館、尚古集成館、鹿児島アリーナ、薩摩義士碑、南洲公園（南洲神社、西郷南洲顕彰館など）、錦江湾公園、かごしま健康の森公園、鹿児島県立吉野公園、ザビエル公園、石橋記念公園、坂本龍馬新婚の旅碑、鴨池公園、異人館、おはら祭、かごしま錦江湾サマーナイト大花火大会、THE GREAT SATSUMANIAN HESTIVAL
- 三島村 -薩摩硫黄島、三島村・鬼界カルデラジオパーク
- 十島村 - 悪石島の海中温泉、ボゼ
- 日置市 - 薩摩焼の里「美山」（美山陶遊館など）、吹上温泉、江口浜海浜公園、市来鶴丸城址、城山公園（一宇治城跡）、吹上浜、湯之元温泉、日置市伊集院都市農村交流施設チェスト館、徳重神社、妙円寺詣り、せっぺとべ
- いちき串木野市 - 白浜海岸、冠岳温泉、薩摩金山蔵、薩摩藩英国留学生記念館

- 照国神社
- 甲突川
- 妙円寺詣りで賑わう徳重神社
- 薩摩金山蔵

### 北薩地域
- 薩摩川内市 - 甑島（トンボロ、松島展望所など）、入来麓、市比野温泉、道の駅樋脇、新田神社、藺牟田池、藤川天神、薩摩川内市せんだい宇宙館・寺山いこいの広場、東郷温泉ゆったり館、西方海水浴場、川内大綱引 、川内川花火大会、トシドン
- さつま町 - 紫尾温泉、千尋の滝、北薩広域公園
- 出水市 - 出水麓、出水ツル渡来地、箱崎八幡神社、ツル博物館クレインパークいずみ、湯川内温泉、高尾野 中の市
- 阿久根市 - 道の駅阿久根、阿久根大島、脇本海水浴場
- 長島町 - 道の駅黒之瀬戸だんだん市場、黒之瀬戸大橋

- 新田神社
- 甑島（ナポレオン岩）
- 脇本海水浴場
- 出水ツル渡来地

### 南薩地域
- 南さつま市 - 万世特攻平和祈念館、吹上浜海浜公園、坊津（唐人墓など）、野間岬、金峯山、吹上浜砂の祭典
- 枕崎市 - 枕崎駅、枕崎市かつお公社、薩摩酒造明治蔵、立神岩、火之神公園、枕崎なぎさ温泉、枕崎お魚センター
- 指宿市 - 指宿温泉（砂むし会館「砂楽」など）、西大山駅、開聞岳、山川温泉、長崎鼻（長崎鼻パーキングガーデンなど）、休暇村指宿、ヘルシーランド、知林ヶ島、道の駅いぶすき、道の駅山川港活お海道、フラワーパークかごしま、枚聞神社、薩摩伝承館、唐船峡、岩崎美術館、池田湖（池田湖パラダイスなど）、かいもん山麓ふれあい公園、開聞温泉、魚見岳、鰻温泉、開聞町の菜の花畑、揖宿神社、天の岩屋供養塔群
- 南九州市 - 知覧特攻平和会館、知覧武家屋敷通り、射楯兵主神社、南九州市立博物館、番所鼻公園、瀬平公園、ホタル館冨屋食堂、清水岩屋公園、道の駅川辺やすらぎの郷

- 薩摩酒造明治蔵
- 知覧特攻平和会館
- 指宿温泉
- 枚聞神社

### 姶良・伊佐地域
- 姶良市 - 蒲生八幡神社・蒲生のクス、高岡公園、龍門滝、くすくす館、愛宕神社、姶良市温泉センターくすの湯、布引の滝、加治木くも合戦
- 霧島市 - 霧島神宮、丸尾滝、霧島温泉郷、国分城山公園、霧島山（高千穂峰、新燃岳、高千穂河原、韓国岳など）、霧島温泉市場、西郷公園、霧島まほろばの里、松下美術館、犬飼滝、千里ヶ滝、霧島神宮温泉、溝辺町物産館（よこでーろ）、熊襲の穴、新川渓谷温泉郷、鹿児島神宮、大浪池、上野原縄文の森、鹿児島神宮初午祭、霧島国際音楽祭、龍馬ハネムーンウォークin霧島
- 湧水町 - 霧島アートの森、箱崎八幡神社、霧島アート牧場、丸池、栗野岳温泉、大王殿祭り
- 伊佐市 - 曽木の滝、曽木発電所遺構、忠元公園、菱刈金山

- 龍門滝
- 霧島温泉郷
- 丸池
- 曽木の滝

### 大隅地域
- 鹿屋市 - 鹿屋航空基地史料館、荒平天神、鹿屋市鉄道記念館、吾平山上陵、かのやばら園
- 垂水市 - 道の駅たるみず、垂水千本イチョウ園、高峠つつじヶ丘、猿ヶ城渓谷、海潟温泉
- 東串良町 - 柏原海岸
- 肝付町 - 内之浦宇宙空間観測所・宇宙科学資料館、轟の滝、ドヤドヤサー、本町の八月踊り
- 錦江町 - 神川大滝、花瀬
- 南大隅町 - 佐多岬、雄川の滝、大浜海浜公園、道の駅根占、佐多旧薬園
- 曽於市 - 溝ノ口洞穴、メセナ末吉交流センター、道の駅すえよし、道の駅おおすみ弥五郎伝説の里、弥五郎どん祭り
- 志布志市 - 道の駅松山、ダグリ岬遊園地、ダグリ岬、枇榔島
- 大崎町 - 道の駅くにの松原おおさき、横瀬古墳

- 荒平天神
- 佐多岬
- 弥五郎どん祭り
- 横瀬古墳

### 熊毛地域
- 西之表市 - 喜志鹿崎
- 中種子町 - 馬立の岩屋、雄龍雌龍の岩
- 南種子町 - 千座の岩屋、宝満神社、広田遺跡、宇宙科学技術館（種子島宇宙センター内）、竹崎海岸
- 屋久島町 - ヤクスギランド、縄文杉、紀元杉、白谷雲水峡、屋久島環境文化村センター、太忠岳、屋久島世界遺産センター、平内海中温泉、ウィルソン株、千尋の滝、トローキの滝、永田浜、大川の滝、中間ガジュマル、宮之浦岳、西部林道、屋久杉自然館、湯泊温泉、屋久島フルーツガーデン、尾之間温泉、屋久島温泉

- 白谷雲水峡

### 大島地域
- 奄美市 - あやまる岬、大浜海浜公園、黒潮の森マングローブパーク、奄美パーク、奄美海洋展示館、道の駅奄美大島住用、金作原原生林、ばしゃ山海水浴場、田中一村終焉の家
- 龍郷町 - 夢おりの郷、西郷松、ハートロック、奄美自然観察の森、奄美大島紬村、倉崎海岸、西郷南洲流謫跡
- 宇検村 - アランガチの滝
- 大和村 - 国直海岸、奄美野生生物保護センター、奄美フォレストポリス
- 瀬戸内町 - ホノホシ海岸、加計呂麻島、ヤドリ浜海水浴場、大島海峡、於斉のガジュマル
- 喜界町 - スギラビーチ
- 徳之島町 - 畦プリンスビーチ
- 天城町 - ムシロ瀬、犬の門蓋
- 伊仙町 - 犬田布岬
- 和泊町 - フーチャ
- 知名町 - 田皆岬、昇竜洞
- 与論町 - 与論銀座通り、百合ヶ浜、サザンクロスセンター、琴平神社、与論民俗村、ウドノス海岸、ヨロン駅

- 大浜海浜公園
- アランガチの滝
- 畦プリンスビーチ
- 百合ヶ浜